# Hippasa loundesi
Hippasa loundesi là một loài nhện trong họ Lycosidae.
Loài này thuộc chi Hippasa. Hippasa loundesi được Frederick Henry Gravely miêu tả năm 1924.